# 블래키 롤리스
블래키 롤리스(Blackie Lawless, 1956년 9월 4일 ~ )는 미국의 싱어송라이터이며, 밴드 W.A.S.P.의 보컬이다. 밴드에서에 역할은 리듬 기타이다.

## 같이 보기
- W.A.S.P.